# 薩氏突頜脂鯉
薩氏突頜脂鯉，為輻鰭魚綱脂鯉目脂鯉亞目脂鯉科的其中一個種。分布於南美洲巴西Parnaíba及Pindaré-Mearim河流域，體長可達8.4公分，棲息在底中層水域，生活習性不明。